# Fresh (film, 2022)
Fresh är en amerikansk thrillerfilm från 2022, regisserad av Mimi Cave.
Filmen handlar om Noa, en kvinna som kämpar med att hitta en lämplig kille via dejtingappar. En vacker dag råkar hon träffa Steve i en livsmedelsbutik. De två klickar direkt och hon bestämmer sig för att följa med honom till en enslig stuga. Väl på plats inser hon att hon blivit kidnappad. Steve är i själva verket en underleverantör till rika kannibaler som betalar ett högt pris för färskt människokött.
Filmen hade premiär vid Sundance Film Festival januari 2022, och släpptes några veckor senare på streamingtjänster.

## Rollista (i urval)
| Daisy Edgar-Jones | – Noa   |
| Sebastian Stan    | – Steve |